# Serbia Unita
Serbia Unita (in serbo: Уједињена Србија - УС, Ujedinjena Srbija - US) è stata una coalizione di partiti politici serbi costituitasi nel 2021, succedendo a «Opposizione Unita di Serbia»  (Удружена Опозиција Србије, Udružena Opozicija Srbije), fondata nel 2020, e ad «Alleanza per la Serbia» (Савез за Србију, Savez za Srbijue), lanciata nel 2018.
In occasione delle elezioni parlamentari del 2022 ha concorso col nome di «Uniti per la Vittoria della Serbia» (abbreviato in UZPS), raggruppando i seguenti soggetti politici:
- Partito della Libertà e della Giustizia;
- Partito Popolare;
- Partito Democratico;
- Unione Democratica degli Ungheresi di Voivodina;
- Movimento dei Cittadini Liberi;
- Sloga;
- Movimento per il Cambiamento;
- Movimento Serbia Libera:
- Partito Valacco.

La coalizione ha ottenuto il 14,02% dei voti e 38 seggi.
Alle contestuali elezioni presidenziali ha dato vita al «Gruppo Cittadino per una Serbia Unita, Giusta e Stabile» e ha sostenuto Zdravko Ponoš, attestatosi al 18,33%.

## Risultati
| Elezione          | Voti    | %     | Seggi    | Posizione   |
| ----------------- | ------- | ----- | -------- | ----------- |
| Parlamentari 2022 | 517.366 | 14,02 | 38 / 250 | Opposizione |

| Elezione           | Candidato     | Voti    | %     | Esito      |
| ------------------ | ------------- | ------- | ----- | ---------- |
| Presidenziali 2022 | Zdravko Ponoš | 697.471 | 18,42 | Non Eletto |